# Trạm hàng hải ở Gdyni
Bản mẫu:Budynek infobox
Trạm hàng hải ở Gdynia - một trạm biển lịch sử ở Gdynia từ năm 1933 tọa lạc trên khu vực cảng biển Gdynia, ngay gần Cảng biển  Gdynia và Đài tưởng niệm người dân biển. Tòa nhà của trạm hàng hải này được đặt tại quảng trường Witold Gombrowicz, mặc dù địa chỉ của nó là số 1 đường. Ba Lan.

## Lịch sử dự án

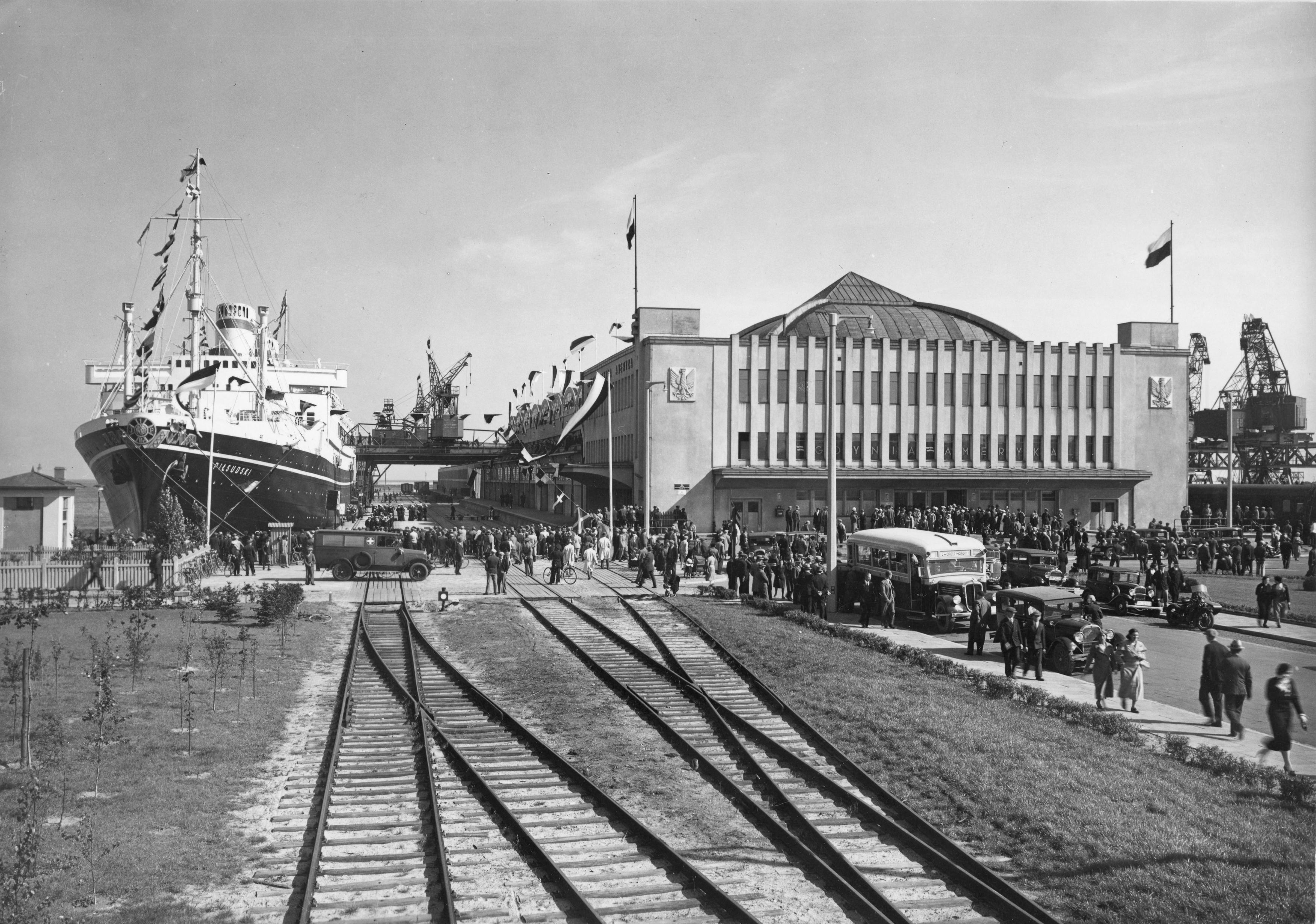
Trạm biển ở Gdynia, những năm 1930 - tại bến tàu của MS Piłsudski xuyên Đại Tây Dương.

Nhà ga vào những năm 1930 Ở phía bên trái của cung của Đại học MS xuyên Đại Tây Dương.

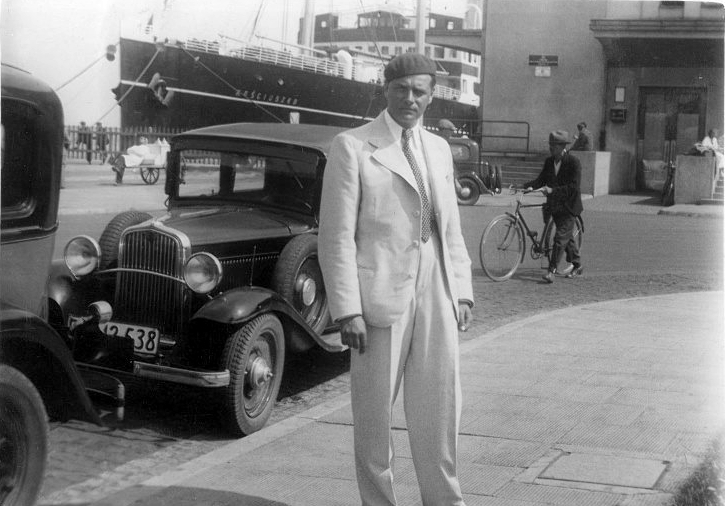
Quảng trường trước nhà ga hàng hải vào những năm 1930 Thế kỷ XX

Kể từ khi các chủ tàu Ba Lan đình chỉ vận chuyển tàu xuyên Đại Tây Dương vào năm 1987 , Trạm Hàng hải đã ngừng vai trò ban đầu và trở thành một tòa nhà văn phòng cho các công ty và tổ chức cảng, và là một nhà kho. Vào ngày 24 tháng 4 năm 1990, tòa nhà được đưa vào sổ đăng ký di tích.

## Ngày nay

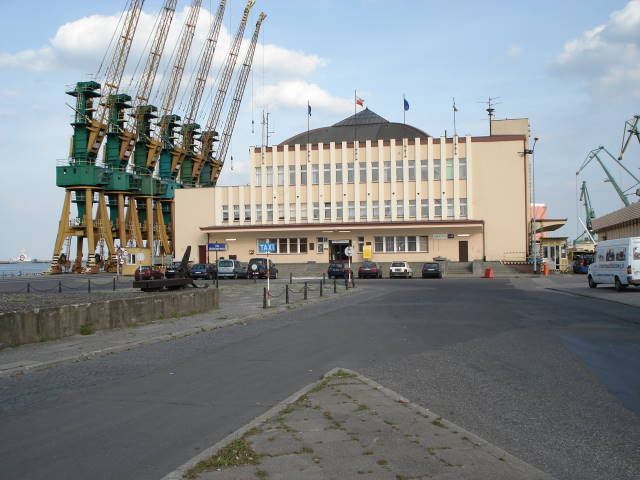
Trạm hàng hải năm 2007, mất mát có thể nhìn thấy ở phần trên bên trái của tòa nhà

Từ những năm 90 thế kỷ 20, các tàu du lịch lớn neo đậu tại Gdynia, liền kề với Ga tàu lửa của Bến tàu Francuskim.
Năm 2005, dự án SEBTrans-Link đã được triển khai, phục hồi Trạm Hàng hải, theo đó tòa nhà sẽ phục hồi kiến trúc ban đầu. Các tàu du lịch của Gdynia đang sử dụng các bến của Gdynia và Bến tàu Francuskim (nằm ở hai bên của Trạm hàng hải) hiện đang sử dụng Gdynia làm điểm dừng chân tại cảng (các tàu du lịch nhỏ hơn ghé vào bến tàu phía Nam).
Từ ngày 3 tháng 6 năm 2009 , tòa nhà đã có dịch vụ đặt phà đến Helsinki và Travemünde, chủ sở hữu của Finnlines .
Vào tháng 5 năm 2013, một cuộc cải tạo đã được bắt đầu (chi phí: 43,9 triệu PLN), đã khôi phục lại hình dạng ban đầu của tòa nhà và cho phép thích ứng với nhu cầu của Bảo tàng Di cư mới nổi , trong đó sẽ trưng bày những tác phẩm về số phận và cuộc đời của những người di cư Ba Lan, từ cuối thế kỷ 18 và đầu thế kỷ 21. Triển lãm sẽ bao gồm Mô hình xuyên đại dương "Bated". Nhờ cải tạo, bảo tàng đã nhận được 2,9 nghìn. mét không gian triển lãm. Nhờ cải tạo, mặt tiền với bức tường gạch ban đầu được thay thế bằng một bức tường kính. Một công trình bằng thép cũng được dựng lên - một đường hầm kính đi ra từ Kho vận chuyển. Cầu đi bộ là một công trình mang tính biểu tượng cho đường băng lịch sử, nơi hành khách rời khỏi nhà ga đang lên tàu. Các bức phù điêu đại bàng, bị gỡ bỏ vào tháng 9 năm 1939 sau cuộc xâm lược của Gdynia, trở lại vị trí vốn có trước đây của nó.

## Giao thông
Trạm hàng hải này kết nối với trung tâm thành phố của Gdynia bởi các xe buýt vận tải công cộng (các tuyến "119", "137" và "147").